# Álex García Fernández
Alejandro Juan García Fernández (San Cristóbal de La Laguna, Tenerife, Canarias; 14 de noviembre de 1981), más conocido como Álex García, es un actor español conocido por sus papeles en series de televisión como Sin tetas no hay paraíso o Tierra de lobos y en películas como Seis puntos sobre Emma, Kamikaze o Si yo fuera rico.

## Biografía
Alejandro Juan García Fernández nació el 14 de noviembre de 1981 en San Cristóbal de La Laguna, Tenerife. Tuvo su primer contacto con la televisión cuando aún era pequeño presentando un programa de Canal 7 del Atlántico (una cadena de televisión local de Tenerife). En esta cadena de televisión presentaba como reportero el Carnaval de Santa Cruz de Tenerife. También viajó en unos programas especiales de esa cadena a Venezuela y Cuba para entrevistarse con algunos emigrantes canarios.
Su primer papel en televisión fue en la serie Compañeros. Tras esto compaginó la escuela de interpretación Cristina Rota con varios espectáculos teatrales. Su primer proyecto teatral fue Desnudos, bajo la dirección de José Luis Sáiz. Tras esta primera inmersión en las tablas, trabajó con grandes directores como Miguel Narros, que le dirigió en Salomé en una versión de Mauro Armiño con María Adánez en el papel de Salomé, y con José María Pou que le dirigió en La cabra de Edward Albee. También en teatro le pudimos ver en El cuerdo loco bajo la dirección de Carlos Aladro, y en Otelo, en el personaje de Casio con Raúl Prieto en el papel de Otelo. En los últimos años trabajó bajo la dirección de Natalia Menéndez en Realidad, con Javier Cámara y María Pujalte en los papeles protagonistas. En el año 2012 trabajó bajo las órdenes de José María Gual en Dany y Roberta, donde compartía protagonismo con Itziar Miranda. En 2013, protagoniza junto a Maribel Verdú, Emma Suárez, Ariadna Gil y Fernando Cayo Los hijos de Kennedy, bajo la dirección de nuevo de José María Pou.
En televisión, protagonizó durante dos años Amar en tiempos revueltos con el personaje de Alfonso García. A la vez interpretó a José Moreno en la serie Sin tetas no hay paraíso entre 2008 y 2009. En 2010 fue el protagonista estelar de la serie Tierra de lobos de Telecinco, donde interpreta a César Bravo. En 2011 protagoniza, junto a Verónica Echegui y Antonio Velázquez, el largometraje Seis puntos sobre Emma.
En 2014 protagoniza el largometraje Kamikaze de Álex Pina. Un año después vuelve a protagonizar el largometraje La novia, por la cual obtuvo una nominación en los Premios Goya como mejor actor revelación. En 2017 se incorporó al elenco principal de la serie Tiempos de guerra de Antena 3.
En 2018 encabezó el reparto de El Continental de TVE, junto a Michelle Jenner. En 2019 protagoniza los largometrajes Gente que viene y bah de Patricia Font, Litus de Dani de la Orden y Si yo fuera rico de Álvaro Fernández Armero. En 2020, bajo la dirección de Rodrigo Sorogoyen, protagonizó la serie Antidisturbios, que se estrenó en octubre en Movistar+, por la cual ha sido nominado en los Premios Feroz, los Premios Forqué y los premios Fotogramas de Plata. En 2020, protagonizó la película de Dani de la Orden Hasta que la boda nos separe, junto a las actrices Belén Cuesta y Silvia Alonso.
En 2021 protagonizó la película de Guillermo Ríos Solo una vez, junto a Silvia Alonso. Ese mismo año se anunció su fichaje para la serie de Amazon Prime Video Un asunto privado, donde interpreta a Andrés. Además, desde Movistar+ anunciaron su papel protagónico para la serie El inmortal, donde interpreta a José Antonio, personaje inspirado en Juan Carlos Peña.

## Vida privada
El actor comenzó una relación sentimental con Verónica Echegui al final de 2010 tras protagonizar juntos Seis puntos sobre Emma. Desde entonces, han compartido pantalla en diversas ocasiones. Viven juntos en una casa en el campo a las afueras de Madrid.
En febrero de 2022, el actor y su pareja son investigados en el marco de la operación policial Jenner por aparecer, presuntamente, entre los clientes de una organización que inscribía en el registro de vacunados contra el COVID a personas sin ninguna dosis suministrada y así poder obtener el llamado pasaporte covid pese a no cumplir los requisitos, según fuentes policiales.

## Filmografía

### Cine
| Año  | Título                                              | Personaje          | Director                |
| ---- | --------------------------------------------------- | ------------------ | ----------------------- |
| 2004 | Reprimidos                                          | Álvaro Hidalgo     | Ignacio Delgado         |
| 2009 | Entre esquelas                                      | Víctor             | Adán Martín             |
| 2011 | Seis puntos sobre Emma                              | Germán             | Roberto Pérez Toledo    |
| 2013 | Combustión                                          | Oficial de policía | Daniel Calparsoro       |
| 2014 | Kamikaze                                            | Slatan             | Álex Pina               |
| 2015 | Hablar                                              | Alicia             | Joaquín Oristrell       |
| 2015 | La novia                                            | Leonardo           | Paula Ortiz             |
| 2016 | La punta del iceberg                                | Jaime Salas        | David Cánovas           |
| 2016 | Gernika                                             | Marco              | Koldo Serra             |
| 2016 | Kiki, el amor se hace                               | Alejandro          | Paco León               |
| 2016 | No culpes al karma de lo que te pasa por gilipollas | Aarón              | María Ripoll            |
| 2019 | Gente que viene y bah                               | Diego              | Patricia Font           |
| 2019 | Litus                                               | Pablo              | Dani de la Orden        |
| 2019 | Si yo fuera rico                                    | Santi              | Álvaro Fernández Armero |
| 2020 | Hasta que la boda nos separe                        | Carlos             | Dani de la Orden        |
| 2020 | Orígenes secretos                                   | Javier             | David Galán Galindo     |
| 2021 | Solo una vez                                        | Pablo              | Guillermo Ríos          |
| 2023 | Fatum                                               | Pablo Neira        | Juan Galiñanes          |
| 2023 | Una vida no tan simple                              | Nico               | Félix Viscarret         |
| 2023 | Érase una vez en Canarias                           | Raúl Ramírez       | Armando Ravelo          |

### Televisión
| Año             | Título                             | Cadena             | Personaje                | Notas         |
| --------------- | ---------------------------------- | ------------------ | ------------------------ | ------------- |
| 2001 - 2002     | Compañeros                         | Antena 3           | Sergio Palacios "Serpa"  | 25 episodios  |
| 2006            | Génesis: En la mente de un asesino | Cuatro             | Julián Ruiz              | 1 episodio    |
| 2007            | Hospital Central                   | Telecinco          | Julio Gómez              | 14 episodios  |
| 2007            | Quart, el hombre de Roma           | Antena 3           | Manuel                   | 1 episodio    |
| 2008 - 2009     | Sin tetas no hay paraíso           | Telecinco          | José Moreno              | 25 episodios  |
| 2008 - 2010     | Amar en tiempos revueltos          | La 1               | Alfonso García Guerrero  | 453 episodios |
| 2010 - 2014     | Tierra de lobos                    | Telecinco          | César Bravo              | 29 episodios  |
| 2013            | Fenómenos                          | Antena 3           | Jorge                    | 1 episodio    |
| 2015            | Habitaciones cerradas              | La 1               | Amadeo Lax               | 2 episodios   |
| 2017            | Tiempos de guerra                  | Antena 3           | Fidel Calderón Santacruz | 13 episodios  |
| 2018            | El Continental                     | La 1               | Ricardo León             | 10 episodios  |
| 2020            | En casa                            | HBO España         | Novio                    | 1 episodio    |
| 2020            | Antidisturbios                     | #0                 | Alexander Parra          | 6 episodios   |
| 2022            | Un asunto privado                  | Amazon Prime Video | Andrés                   | 8 episodios   |
| 2022 - presente | El inmortal                        | Movistar+          | José Antonio             | 8 episodios   |
| 2022 - 2023     | Sagrada familia                    | Netflix            | Germán / Diego           | 15 episodios  |

### Cortometrajes
| Año  | Título                           | Dirección                            |
| ---- | -------------------------------- | ------------------------------------ |
| 2004 | 913                              | Galder Gaztelu-Urrutia y Félix Guede |
| 2005 | Clases particulares              | Alauda Ruiz de Azúa                  |
| 2007 | Un día cualquiera                | Álex García                          |
| 2008 | Voluntario                       | Javier San Román                     |
| 2008 | Yo te prefiero                   | José Cabrera Betancont               |
| 2008 | Ante tus ojos                    | Araon J. Melián                      |
| 2009 | Culpa de la luna                 | Virginia Llera                       |
| 2009 | Encuentro                        | Nick Igea                            |
| 2012 | Hotel Amenities                  | Julia Guillén Creagh                 |
| 2013 | Lo sé                            | Manuela Burló Moreno                 |
| 2013 | #Sequence, un segmento: Sex tape | Roberto Pérez Toledo                 |
| 2015 | Trois                            | Roberto Pérez Toledo                 |

### Como productor
| Año  | Título     | Tipo         | Notas     |
| ---- | ---------- | ------------ | --------- |
| 2020 | Tótem loba | Cortometraje | Productor |

### Teatro
- Salomé, de Oscar Wilde dirigido por Miguel Narros (2005)
- La cabra o ¿quién es Sylvia?, de Edward Albee, dirigido por José María Pou (2007)
- El cuerdo loco de Lope de Vega, dirigido por Carlos Aladro (2009)
- Otelo de William Shakespeare, dirigido por David Boceta (2010)
- Dany y Roberta, de Patrick Shanley, dirigido por Joan María Gual (2012)
- Los hijos de Kennedy, dirigido por José María Pou (2013-2014)
- El burlador de Sevilla, dirigido por Darío Facal (2015)
- Incendios, de Wajdi Mouawad, dirigido por Mario Gas (2016-2017)
- Jauría, de Jordi Casanovas, dirigido por Miguel del Arco (2019-2020)

## Premios y nominaciones
| Año  | Premio                                                              | Categoría                                      | Trabajo nominado             | Resultado |
| ---- | ------------------------------------------------------------------- | ---------------------------------------------- | ---------------------------- | --------- |
| 2007 | Premios Ercilla                                                     | Mejor intérprete de reparto                    | La cabra o ¿quién es Sylvia? | Nominado  |
| 2009 | Festival internacional de Cine y Televisión Histórico Reino de León | Mejor actor en serie televisiva                | Amar en tiempos revueltos    | Ganador   |
| 2009 | Festival Internacional de Cine de Mónca                             | Mejor actor de cortometraje                    | Encuentro                    | Ganador   |
| 2012 | Unión de Actores y Actrices                                         | Mejor actor revelación                         | Entre esquelas               | Ganador   |
| 2013 | Festival Internacional de Cine Bajo la Luna                         | Mejor actor                                    | Hotel Amenities              | Nominado  |
| 2015 | Festival Solidario de Cine Español de Cáceres                       | Actor revelación                               | Kamikaze                     | Ganador   |
| 2016 | Premios Goya                                                        | Mejor actor revelación                         | La Novia                     | Nominado  |
| 2021 | Premios Cinematográficos José María Forqué                          | Mejor interpretación masculina en una serie    | Antidisturbios               | Nominado  |
| 2021 | Premios Feroz                                                       | Mejor actor protagonista de una serie          | Antidisturbios               | Nominado  |
| 2021 | Fotogramas de Plata                                                 | Mejor actor de televisión                      | Antidisturbios               | Nominado  |
| 2022 | Unión de Actores y Actrices                                         | Mejor actor protagonista de televisión         | Antidisturbios               | Nominado  |
| 2022 | Premios Goya                                                        | Mejor cortometraje de ficción (Como productor) | Tótem loba                   | Ganador   |
| 2023 | Premios de la Unión de Actores                                      | Mejor actor protagonista de televisión         | El inmortal                  | Nominado  |
| 2023 | Premios Feroz                                                       | Mejor actor protagonista de una serie          | El inmortal                  | Nominado  |
| 2023 | Premios Fotogramas de Plata                                         | Mejor actor de televisión                      | Sagrada Familia              | Nominado  |